# Търси се нова майка
„Търси се нова майка“ е български телевизионен игрален филм (детски) от 1983 година на режисьора Магда Каменова по сценарий на Олга Кръстева. Оператор е Барух Лазаров. Музиката във филма е композирана от Филип Павлов.
Текстът на песните е на Тодор Кръстев.

## Актьорски състав
| Роля          | Изпълнител        |
| ------------- | ----------------- |
| малкият Петьо | Митко Москов      |
| майката       | Ирен Кривошиева   |
|               | Ицхак Финци       |
|               | Тодор Кръстев     |
|               | Жоржета Чакърова  |
| Марин         | Рашко Младенов    |
|               | Лили Енева        |
|               | Емануела Шкодрева |
|               | Георги Белчовски  |
|               | Траян Янков       |
|               | Георги Белчовски  |
|               | Панайот Цанков    |
|               | Владимир Бонев    |
|               | Даниела Никова    |
|               | Вера Георгиева    |